# Stellenbosch (stad)
Stellenbosch is een stad in de gelijknamige fusiegemeente in de Zuid-Afrikaanse provincie West-Kaap. In 2011 telde de kernstad zelf ongeveer 20.000 inwoners. De fusiegemeente telde toen 155.733 inwoners en omvat ook het omliggende gebied, waaronder Franschhoek, Pniel en de township Kayamandi, die op een heuvel aan de rand van Stellenbosch ligt.
Volgens de nieuwe census 2022 was het inwonertal van de fusiegemeente Stellenbosch in 2022 gegroeid naar 175.411.. Daarvan gaven 66.315 (37,8%) van de inwoners aan dat ze tot de kleurlingenbevolking hoorden. Nauwelijks minder, namelijk 64.902 (37%) personen rekenden zich bij de zwarte bevolkingsgroep en 40.819 mensen (23,3%) deelden  zich in bij de blanke bevolkingsgroep. 

## Geschiedenis
De plaats is genoemd naar Simon van der Stel (Van der Stels bosch), die het gebied in november 1679 verkende toen het nog Wildenbosch geheten was, en zeer onder de indruk was van de pracht en de vruchtbaarheid ervan. Nog in datzelfde jaar vestigden de eerste kolonisten er zich. Het is daarmee de oudste Europese nederzetting van Zuid-Afrika na Kaapstad, dat zo'n veertig kilometer ten westen van Stellenbosch ligt.

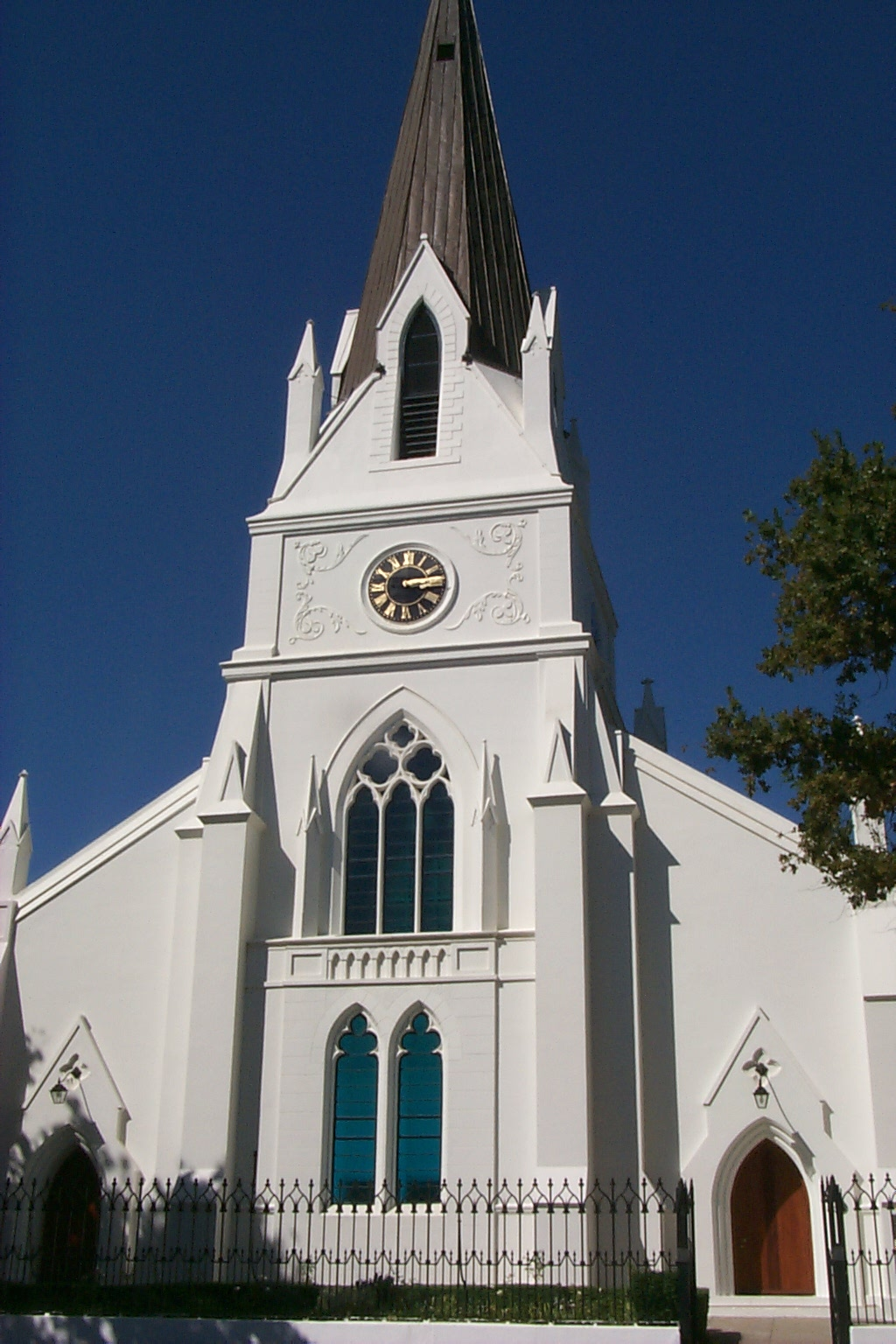
De neogotische voorgevel van de "Moederkerk", de Nederduits Gereformeerde kerk in Stellenbosch.

Stellenbosch is een belangrijk centrum voor de wijnbouw in Zuid-Afrika. Voor toeristen is Stellenbosch vooral aantrekkelijk vanwege de vele oude huizen in Kaaps-Hollandse stijl. Met name de Dorpsstraat is schilderachtig te noemen met Oom Samie se winkel. Een ander bekend voorbeeld is het Burgerhuis, waarin een VOC-museum is gevestigd. Het Schreuderhuis is de oudste stadswoning in heel Zuid-Afrika.
De vele eiken zijn een overblijfsel van de grote behoefte aan eikenhout in de begintijd van de wijnboerderijen. De van oorsprong Europese wijnboeren waren namelijk gewend hun wijnvaten van eikenhout te maken. Stellenbosch wordt daarom ook wel Eikestad genoemd. Doordat de eiken door het Zuid-Afrikaanse klimaat veel sneller groeiden dan in Europa, bleek het eikenhout al snel te sponzig, en dus ongeschikt om wijnvaten van te maken.

## Subplaatsen
Het nationaal instituut voor de statistiek, Stats SA, deelt sinds de census 2011 deze hoofdplaats in in 2 zogenaamde subplaatsen (sub place):
Die Boord • Stellenbosch SP.

## Universiteit
In Stellenbosch is een van de bekendste universiteiten van het Afrikaanse continent gevestigd. De Universiteit Stellenbosch is hoofdzakelijk Afrikaanstalig, een situatie die fel bestreden wordt in regeringskringen. De druk is groot om op Engelstalig onderwijs over te gaan.
In Afrikaanstalige families uit heel Zuid-Afrika (en omliggende landen als Namibië) is het echter van oudsher gebruikelijk dat de kinderen na de middelbare school gaan studeren aan de Universiteit Stellenbosch. Als ze de juiste connecties hebben, kunnen de studenten terecht in een van de befaamde koshuise. In een koshuis wonen soms wel 450 studenten of studentes onder (streng) toezicht van een inwonend hoofd. Om er te mogen komen wonen, moet een ontgroening worden doorlopen. Vaak wonen vele generaties studenten uit bepaalde families in hetzelfde koshuis. Tijdens de vele sportevenementen strijden de koshuise tegen elkaar.
De studenten van de Universiteit Stellenbosch worden Maties genoemd, afgeleid van het Afrikaanse woord voor tomaat: tamatie. De universiteitskleur is namelijk rood.

## Bevolking
De bevolking van de fusiegemeente Stellenbosch bestond in 2022 voor 37,8% uit kleurlingen, nagenoeg evenveel (37%) mensen uit de zwarte bevolkingsgroep en voor 23,3% uit blanken. De zwarte bevolkingsgroep is de snelst groeiende, voornamelijk door een sterke migratie van vooral Xhosa-sprekers uit de provincie Oost-Kaap. Toch spreekt nog 52,53  % van de bevolking thuis het Afrikaans, gevolgd door het Xhosa dat door 30% van de bevolking thuis werd gesproken. Het Engels was voor 11,5% van de inwoners de thuistaal. Een groot gedeelte van de zwarte bevolking woont in de township Kayamandi op een heuvel aan de rand van Stellenbosch.
Het Afrikaans wordt er vooral gesproken door de kleurlingen en de blanke bevolkingsgroepen. Die laatste bevolkingsgroep woont voornamelijk in het centrale en zuidelijke deel van de stad.

## Geboren
- Christiaan Hendrik Persoon (1761-1836), mycoloog en botanicus
- Vincent Brümmer (1932-2021), theoloog en filosoof